# Shang-High Noon
Shang-High Noon ist eine Martial-Arts-Western-Komödie von Tom Dey aus dem Jahr 2000. Die Hauptrollen spielen Jackie Chan und Owen Wilson.

## Handlung
Im Jahr 1881 folgt die in der Verbotenen Stadt unglückliche kaiserliche Prinzessin Pei Pei ihrem Englischlehrer Andrews in die USA. Doch sie gerät in eine Falle und wird von Andrews an Lo Fong, einen aus der Heimat verbannten Verbrecher, verkauft und muss als seine Geisel in dessen Eisenbahnbaustelle voller chinesischer Emigranten Zwangsarbeit leisten.
Der Kaiser ist außer sich vor Sorge und schickt einen Trupp kaiserlicher Gardisten zur Rettung und Überbringung von Lösegeld hinterher, darunter den kaiserlichen Gardisten Chon Wang und dessen Onkel. Doch im Wilden Westen wird ihr Zug von Banditen unter Führung des dandyartigen Revolverhelden Roy O’Bannon überfallen. Nachdem sein Onkel erschossen worden ist, stellt Chon Roy zur Rede, doch beide fallen unsanft vom Zug.
Chon ist nun auf sich allein gestellt und macht sich auf den beschwerlichen Weg nach Carson City, wo die Lösegeldübergabe stattfinden sollte. Dabei macht er handfeste Bekanntschaft mit Cowboys, wird in einen Indianerstamm aufgenommen und mit der kampferprobten Squaw Falling Leaves verheiratet. Und auch Roy läuft ihm immer wieder über den Weg, sodass sie sich das Leben unnötig schwer machen.
Notgedrungen raufen sich die beiden grundverschiedenen Haudegen dann aber schließlich zusammen und machen sich gemeinsam auf den Weg, die Prinzessin zu befreien. In einer Klosterkirche kommt es zum Showdown. Roy kann Lo Fongs Handlanger ausschalten, den treffsicheren Marshall van Cleef, während Chon Pei Pei endgültig aus Lo Fongs Fängen befreit.
Am Ende werden beide Männer Freunde und bekommen, was sie wollen: Chon Pei Pei, die in Amerika bleiben will, und Roy Falling Leaves.

## Kritik
„Gelungene Mischung aus Martial-Arts-Film und Western im Gewand einer Komödie, die es nicht bei der Addition gängiger Stereotypen belässt, sondern sie durch ständige Durchdringung überhöht. Gute Hauptdarsteller tragen zum Vergnügen ebenso bei wie ein brillantes Drehbuch, das die Motive der diversen Genres geschickt verwendet und verdreht.“

„Auch sonst wurde ‚Shang-High Noon‘ mit dem Genre-Spickzettel erstellt. Dennoch glänzen in diesem flapsigen Flickwerk vor allem die vielen Zitate und Wortspiele.“

## Trivia
- Obwohl im Wilden Westen spielend, entstand der Streifen in der Provinz Alberta in Kanada.
- Der Film erinnert stark an den Western Rivalen unter roter Sonne von 1971 mit Charles Bronson als Zugräuber und Toshirō Mifune als Samurai.
- Viele Namen sind von berühmten Persönlichkeiten abgeleitet, welche mit dem Wilden Westen zu tun haben. Chans Figur Chon Wang ist abgeleitet von großem Film-Cowboy John Wayne. Roy erwähnt am Ende des Filmes, dass sein richtiger Name Wyatt Earp sei. Marshall Nathan van Cleef erinnert schließlich an Lee van Cleef, einen großen Darsteller unzähliger Italowestern. Carson City erinnert an die Fernsehserie Bonanza.
- Brandon Merrill, die Chons schießende und reitende Ehefrau spielt, ist im richtigen Leben eine erfolgreiche Rodeoreiterin und in dieser Disziplin mehrfacher Champion.
- Der Filmtitel ist abgeleitet vom Western High Noon (1952) mit Gary Cooper, der in diesem Film für die beste Hauptrolle den Oscar erhielt.
- Yuen Biao, asiatischer Schauspielkollege Chans aus unzähligen Hongkong-Actionfilmen, greift Chan in einer Bar an.
- Die Kampfszene zwischen Chan und den Indianern erinnert an eine ähnliche Szene in Chans früherem Film Projekt B. Dort muss er sich gegen einige Piraten mit Beilen zur Wehr setzen. In beiden Filmen wirft Chan die Äxte seiner Gegner auf diese zurück, wobei sie jedoch von den jeweiligen Widersachern mühelos gefangen werden.
- Shang-High Noon hat eine gewisse Ähnlichkeit mit dem Film Kung Fu im Wilden Westen.
- Das Seil, welches an ein Hufeisen gebunden ist, mit dem Chan einige Schergen des Marshalls überwindet, erinnert an ein Liuxingchui. Er wendet ähnliche Kampftechniken an.

## Fortsetzung
- 2003: Shanghai Knights

## Auszeichnungen
- 2001: Blockbuster Entertainment Award in der Kategorie „Favorite Supporting Actress – Action“ an Lucy Liu.

## Fußnote
1. ↑  
Im chinesischen Sprachraum regional auch unter den Alternativtitel: chinesisch 贖金之王 / 贖金之王, Pinyin Shújīn zhī Wáng, Jyutping Suk6gam1 zi1 Wong4 – „Lösegeldkönig“ bzw. 西域威龍 / 西域威龙,  Xīyù Wēilóng, Jyutping Sai1wik4 Wai1lung4 – „Mächtigen Drachen des Western“